# ترويان بيليساريو
ترويان بيليساريو (بالإنجليزية: Troian Bellisario)‏ ممثلة ومخرجة أمريكية (من مواليد 28 أكتوبر 1985 في لوس أنجلوس، الولايات المتحدة). بدأت مسيرتها الفنية عام 1988.

## المسيرة الفنية
قامت بيليساريو بأداء أول دور لها في فيلم ( الطقوس الأخيرة) عام 1988 عندما كانت تبلغ من العمر ثلاث سنوات . وفي الفترة من 1990-2007 شارك كضيف في المسلسلات (Quantum LeapQuantum Leap, Tequila and Bonetti, JAG, First Monday and NCIS) كانت تنتج بواسطة أبيها (دونالد بول بيليساريو)

## الأعمال

### مسلسلات
- ن سي أي س (الدور: سارة)
- الكاذبات الصغيرات الجميلات (مسلسل)

## الترشيحات والجوائز
| السنة | الحدث                    | الفئة               | النتيجة  |
| ----- | ------------------------ | ------------------- | -------- |
| 2010  | Vison Fest               | أفضل حركة           | فـــــوز |
| 2010  | FirstGlance Philadelphia | أفضل ممثلة          | فـــــوز |
| 2011  | جائزة إختيار المراهقين   | أفضل ممثلة في الصيف | ترشـيـح  |
| 2012  | جائزة إختيار المراهقين   | أفضل ممثلة في الصيف | فـــــوز |

## روابط خارجية
- ترويان بيليساريو على موقع IMDb (الإنجليزية)
- ترويان بيليساريو على موقع ميتاكريتيك (الإنجليزية)
- ترويان بيليساريو على موقع روتن توميتوز (الإنجليزية)
- ترويان بيليساريو على موقع قاعدة بيانات الأفلام العربية
- ترويان بيليساريو على موقع ألو سيني (الفرنسية)
- ترويان بيليساريو على موقع تيرنر كلاسيك موفيز (الإنجليزية)
- ترويان بيليساريو على موقع أول موفي (الإنجليزية)
- ترويان بيليساريو على موقع إن إن دي بي (الإنجليزية)
- ترويان بيليساريو على موقع قاعدة بيانات الفيلم (الإنجليزية)
- ترويان بيليساريو على موقع ليتربوكسد (الإنجليزية)